# Jan Schlaudraff

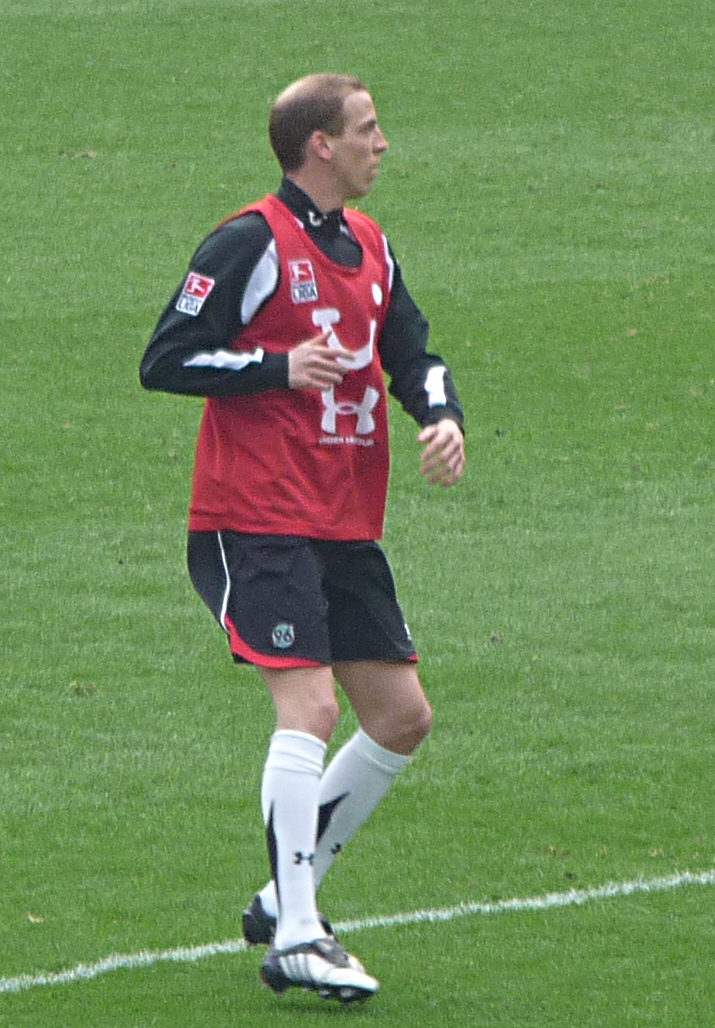
Jan Schlaudraff

Jan Schlaudraff, född den 18 juli 1983 i Waldbröl, är en fotbollsspelare från Tyskland. Han spelar för Hannover 96, och har även spelat för Bayern München och det tyska fotbollslandslaget.

## Fotnoter
1. ↑  transfermarkt.com, transfermarkt.com spelar-ID: 3114, läst: 9 oktober 2017.[källa från Wikidata]
2. ↑  Base de Datos del Futbol Argentino, BDFA spelar-ID: 53715.[källa från Wikidata]
3. ↑  Gemeinsame Normdatei, läst: 13 december 2014.[källa från Wikidata]